# Acacia scopulorum
Acacia scopulorum är en ärtväxtart som beskrevs av Leslie Pedley. Acacia scopulorum ingår i släktet akacior, och familjen ärtväxter. Inga underarter finns listade i Catalogue of Life.